# じゃあまたね
「じゃあまたね」は、1974年8月21日に発売された浅田美代子の7枚目のシングル。

## 解説
- 表題曲とB面曲の両方を作曲した吉田拓郎は、本作発表から3年後の1977年に浅田と結婚している。

## 収録曲
- 両楽曲共に、作曲：吉田拓郎／編曲：田辺信一

1. じゃあまたね（3分00秒）
作詞：安井かずみ
2. パリの絵ハガキ（3分9秒）
作詞：なかにし礼

## 収録アルバム
- GOLDEN☆BEST 浅田美代子